# Septième circonscription du Var
La septième circonscription du Var est l'une des 8 circonscriptions législatives françaises que compte le département du Var  situé en région Provence-Alpes-Côte d'Azur.

## Description géographique et démographique

### De 1986 à 2010
La septième circonscription du Var a été délimitée par le découpage électoral de la loi no 86-1197 du 24 novembre 1986
, elle regroupe les divisions administratives suivantes : 
- Canton d'Ollioules,
- Canton de Saint-Mandrier-sur-Mer,
- Canton de la Seyne-sur-Mer,
- Canton de Six-Fours-les-Plages.

### Depuis 2010
Depuis le redécoupage de 2010, la septième circonscription du Var, est composé des cantons suivants :
- canton de La Seyne-sur-Mer
- canton de Saint-Mandrier-sur-Mer
- canton de Six-Fours-les-Plages
- communes de Bandol et Sanary-sur-Mer

| Nom                    | Code Insee | Intercommunalité                       | Superficie (km2) | Population (dernière pop. légale) | Densité (hab./km2) |
| ---------------------- | ---------- | -------------------------------------- | ---------------- | --------------------------------- | ------------------ |
| Bandol                 | 83009      | CA Sud Sainte Baume                    | 8,59             | 8 263 (2022)                      | 962                |
| La Seyne-sur-Mer       | 83126      | Métropole Toulon-Provence-Méditerranée | 22,17            | 62 905 (2022)                     | 2 837              |
| Saint-Mandrier-sur-Mer | 83153      | Métropole Toulon-Provence-Méditerranée | 5,12             | 6 064 (2022)                      | 1 184              |
| Sanary-sur-Mer         | 83123      | CA Sud Sainte Baume                    | 19,23            | 17 938 (2022)                     | 933                |
| Six-Fours-les-Plages   | 83129      | Métropole Toulon-Provence-Méditerranée | 26,58            | 36 843 (2022)                     | 1 386              |

D'après le recensement général de la population en 2022, réalisé par l'Institut national de la statistique et des études économiques (INSEE), la population totale de cette circonscription est estimée à 132013 habitants,.

## Historique des députations
| Législature | Début de mandat | Fin de mandat  | Député                   | Parti politique | Observations                                                                           |
| ----------- | --------------- | -------------- | ------------------------ | --------------- | -------------------------------------------------------------------------------------- |
| IXe         | 23 juin 1988    | 1er avril 1993 | Arthur Paecht            | UDF             | Maire de Bandol (1983-1995)                                                            |
| Xe          | 2 avril 1993    | 21 avril 1997  | Arthur Paecht,           | UDF,            | Mandat écourté à la suite d'une dissolution parlementaire décidée par Jacques Chirac.  |
| XIe         | 12 juin 1997    | 18 juin 2002   | Arthur Paecht            | UMP             |                                                                                        |
| XIIe        | 19 juin 2002    | 19 juin 2007   | Jean-Sébastien Vialatte, | UMP,            | Maire de Six-Fours-les-Plages                                                          |
| XIIIe       | 20 juin 2007    | 19 juin 2012   | Jean-Sébastien Vialatte  | UMP             | Maire de Six-Fours-les-Plages                                                          |
| XIVe        | 20 juin 2012    | 20 juin 2017   | Jean-Sébastien Vialatte  | UMP ➞ LR        | Maire de Six-Fours-les-Plages                                                          |
| XVe         | 21 juin 2017    | 21 juin 2022   | Émilie Guerel            | LREM            |                                                                                        |
| XVIe        | 22 juin 2022    | 9 juin 2024    | Frédéric Boccaletti      | RN              | Mandat écourté à la suite d'une dissolution parlementaire décidée par Emmanuel Macron. |

## Historique des élections

### Élections de 1988
| Candidat       | Candidat                    | Parti          | Premier tour | Premier tour | Second tour | Second tour |  |
| Candidat       | Candidat                    | Parti          | Voix         | %            | Voix        | %           |  |
| -------------- | --------------------------- | -------------- | ------------ | ------------ | ----------- | ----------- |  |
|                | Arthur Paecht sortant réélu | UDF (PR) (URC) | 20 338       | 36,62        | 33 619      | 56,23       |  |
|                | Guy Durbec                  | PS             | 14 349       | 25,84        | 26 168      | 43,77       |  |
|                | Michel Fahy                 | FN             | 11 293       | 20,33        | Retrait     | Retrait     |  |
|                | Maurice Paul                | PCF            | 9 558        | 17,21        |             |             |  |
|                |                             |                |              |              |             |             |  |
| Inscrits       | Inscrits                    | Inscrits       | 89 397       | 100,00       | 89 385      | 100,00      |  |
| Abstentions    | Abstentions                 | Abstentions    | 33 034       | 36,95        | 27 927      | 31,24       |  |
| Votants        | Votants                     | Votants        | 56 363       | 63,05        | 61 458      | 68,76       |  |
| Blancs et nuls | Blancs et nuls              | Blancs et nuls | 825          | 1,46         | 1 671       | 2,72        |  |
| Exprimés       | Exprimés                    | Exprimés       | 55 538       | 98,54        | 59 787      | 97,28       |  |

Le suppléant d'Arthur Paecht était François Hérisson, RPR, chef d'entreprise, adjoint au maire de La Seyne-sur-Mer.

### Élections de 1993
| Candidat       | Candidat                    | Parti          | Premier tour | Premier tour | Second tour | Second tour |  |
| Candidat       | Candidat                    | Parti          | Voix         | %            | Voix        | %           |  |
| -------------- | --------------------------- | -------------- | ------------ | ------------ | ----------- | ----------- |  |
|                | Arthur Paecht sortant réélu | UDF (PR)       | 20 565       | 36,18        | 30 223      | 65,33       |  |
|                | Claude Lecocq               | FN             | 12 164       | 21,4         | 16 037      | 34,67       |  |
|                | Maurice Paul                | PCF            | 9 640        | 16,96        |             |             |  |
|                | Bernard Périn               | PS (ADFP)      | 5 097        | 8,97         |             |             |  |
|                | Philippe Guinet             | Les Verts (EÉ) | 3 693        | 6,5          |             |             |  |
|                | Patrick Martinenq           | Divers gauche  | 3 497        | 6,15         |             |             |  |
|                | Éliane Calzetta             | LT-LNÉ         | 1 529        | 2,69         |             |             |  |
|                | Philippe Duvault            | Divers         | 405          | 0,71         |             |             |  |
|                | Pierre Dequênes             | UDI            | 250          | 0,44         |             |             |  |
|                |                             |                |              |              |             |             |  |
| Inscrits       | Inscrits                    | Inscrits       | 94 552       | 100,00       | 94 552      | 100,00      |  |
| Abstentions    | Abstentions                 | Abstentions    | 35 470       | 37,51        | 39 568      | 41,85       |  |
| Votants        | Votants                     | Votants        | 59 082       | 62,49        | 54 984      | 58,15       |  |
| Blancs et nuls | Blancs et nuls              | Blancs et nuls | 2 242        | 3,79         | 8 724       | 15,87       |  |
| Exprimés       | Exprimés                    | Exprimés       | 56 840       | 96,21        | 46 260      | 84,13       |  |

Le suppléant d'Arthur Paecht était François Hérisson.

### Élections de 1997
| Candidat       | Candidat                    | Parti          | Premier tour | Premier tour | Second tour | Second tour |  |
| Candidat       | Candidat                    | Parti          | Voix         | %            | Voix        | %           |  |
| -------------- | --------------------------- | -------------- | ------------ | ------------ | ----------- | ----------- |  |
|                | Arthur Paecht sortant réélu | UDF (PR)       | 15 402       | 27,47        | 35 576      | 65,85       |  |
|                | Jean-Claude Pons            | FN             | 14 920       | 26,61        | 18 453      | 34,15       |  |
|                | Mireille Peirano            | PS             | 8 265        | 14,74        |             |             |  |
|                | Philippe Arcamone           | PCF            | 6 495        | 11,59        |             |             |  |
|                | Patrick Martinenq           | MDR            | 2 451        | 4,37         |             |             |  |
|                | Elise Beltrame              | Les Verts      | 1 568        | 2,8          |             |             |  |
|                | Toussaint Codaccioni        | MDC            | 1 114        | 1,99         |             |             |  |
|                | Jean-Pierre Chênevoy        | LDI (MPF)      | 1 039        | 1,85         |             |             |  |
|                | René Mercier                | GÉ             | 1 002        | 1,79         |             |             |  |
|                | Jean-Michel Ghiotto         | LO             | 974          | 1,74         |             |             |  |
|                | Jean-Yves Le Dreff          | Divers droite  | 794          | 1,42         |             |             |  |
|                | Philippe Guinet             | MÉI            | 609          | 1,09         |             |             |  |
|                | Eric Tallès                 | LT-LNÉ         | 579          | 1,03         |             |             |  |
|                | Hervé Veyssière             | Divers droite  | 501          | 0,89         |             |             |  |
|                | Rolando Galli               | PT             | 346          | 0,62         |             |             |  |
|                |                             |                |              |              |             |             |  |
| Inscrits       | Inscrits                    | Inscrits       | 96 572       | 100,00       | 96 574      | 100,00      |  |
| Abstentions    | Abstentions                 | Abstentions    | 38 286       | 39,65        | 35 804      | 37,07       |  |
| Votants        | Votants                     | Votants        | 58 286       | 60,35        | 60 770      | 62,93       |  |
| Blancs et nuls | Blancs et nuls              | Blancs et nuls | 2 227        | 3,82         | 6 741       | 11,09       |  |
| Exprimés       | Exprimés                    | Exprimés       | 56 059       | 96,18        | 54 029      | 88,91       |  |

Le suppléant d'Arthur Paecht était Jean-Sébastien Vialatte, RPR, biologiste, maire de Six-Fours-les-Plages, élu conseiller général du canton de Six-Fours-les-Plages en 1998.

### Élections de 2002
| Candidat       | Candidat                    | Parti             | Premier tour | Premier tour | Second tour | Second tour |  |
| Candidat       | Candidat                    | Parti             | Voix         | %            | Voix        | %           |  |
| -------------- | --------------------------- | ----------------- | ------------ | ------------ | ----------- | ----------- |  |
|                | Jean-Sébastien Vialatte élu | UMP               | 21 327       | 35,08        | 33 792      | 71,54       |  |
|                | Michel de Maynard           | FN                | 11 479       | 18,88        | 13 442      | 28,46       |  |
|                | Mireille Peirano            | PS                | 11 102       | 18,26        |             |             |  |
|                | Ferdinand Bernhard          | UDF               | 8 882        | 14,61        |             |             |  |
|                | Jean-Pierre Meyer           | PCF               | 2 380        | 3,91         |             |             |  |
|                | Jean-Yves Waquet            | MNR               | 836          | 1,38         |             |             |  |
|                | François Alcaraz            | LCR               | 818          | 1,35         |             |             |  |
|                | Max Lanfant                 | LT-LNÉ            | 691          | 1,14         |             |             |  |
|                | Alain Millanello            | CPNT              | 635          | 1,04         |             |             |  |
|                | Sabrina Coen                | LO                | 438          | 0,72         |             |             |  |
|                | Edmond Lévy                 | Divers écologiste | 437          | 0,65         |             |             |  |
|                | Jean-Pierre Chènevoy        | MPF               | 396          | 0,65         |             |             |  |
|                | Chantal Derouf              | MÉI               | 308          | 0,51         |             |             |  |
|                | Monique Baccelli            | GÉ                | 277          | 0,46         |             |             |  |
|                | Dominique Nyssen            | Divers            | 212          | 0,35         |             |             |  |
|                | Gérard Tautil               | Divers            | 208          | 0,34         |             |             |  |
|                | Serge Misrai                | Pôle républicain  | 151          | 0,25         |             |             |  |
|                | Florence Ryckeboer          | PT                | 113          | 0,19         |             |             |  |
|                | Patrice Mourichon           | CNIP              | 63           | 0,1          |             |             |  |
|                | Nadia Monot-Saulnier        | Divers            | 43           | 0,07         |             |             |  |
|                |                             |                   |              |              |             |             |  |
| Inscrits       | Inscrits                    | Inscrits          | 101 164      | 100,00       | 101 155     | 100,00      |  |
| Abstentions    | Abstentions                 | Abstentions       | 39 353       | 38,9         | 48 397      | 47,84       |  |
| Votants        | Votants                     | Votants           | 61 811       | 61,1         | 52 758      | 52,16       |  |
| Blancs et nuls | Blancs et nuls              | Blancs et nuls    | 1 015        | 1,64         | 5 524       | 10,47       |  |
| Exprimés       | Exprimés                    | Exprimés          | 60 796       | 98,36        | 47 234      | 89,53       |  |

Le suppléant de Jean-Sébastien Vialatte était Arthur Paecht, député sortant.

### Élections de 2007
|                | Jean-Sébastien Vialatte sortant réélu | UMP            | 31 302  | 51,1   |  |  |  |
|                | Laroussi Oueslati                     | PRG            | 8 042   | 13,13  |  |  |  |
|                | Ferdinand Bernhard                    | UDF–MoDem      | 6 712   | 10,96  |  |  |  |
|                | Joël Houvet                           | FN             | 4 168   | 6,8    |  |  |  |
|                | Patrick Martinenq                     | Divers gauche  | 2 447   | 3,99   |  |  |  |
|                | Philippe Mignoni                      | PCF            | 2 324   | 3,79   |  |  |  |
|                | Joëlle Arnal                          | LCR            | 1 514   | 2,47   |  |  |  |
|                | Hélène d'Ortoli                       | Les Verts      | 1 223   | 2      |  |  |  |
|                | Gérard Navarro                        | MPF            | 867     | 1,42   |  |  |  |
|                | Max Lanfant                           | LT-LNÉ         | 756     | 1,23   |  |  |  |
|                | Jean-Yves Waquet                      | MNR            | 524     | 0,86   |  |  |  |
|                | Alain Millanello                      | CPNT           | 522     | 0,85   |  |  |  |
|                | Georges Seiller                       | Divers         | 367     | 0,6    |  |  |  |
|                | Marie-Renée Balty                     | LO             | 315     | 0,51   |  |  |  |
|                | Bernadette Racouchot                  | Régionaliste   | 178     | 0,29   |  |  |  |
|                |                                       |                |         |        |  |  |  |
| Inscrits       | Inscrits                              | Inscrits       | 107 869 | 100,00 |  |  |  |
| Abstentions    | Abstentions                           | Abstentions    | 45 638  | 42,31  |  |  |  |
| Votants        | Votants                               | Votants        | 62 231  | 57,69  |  |  |  |
| Blancs et nuls | Blancs et nuls                        | Blancs et nuls | 970     | 1,56   |  |  |  |
| Exprimés       | Exprimés                              | Exprimés       | 61 261  | 98,44  |  |  |  |

### Élections de 2012
| Candidat       | Candidat                              | Parti               | Premier tour | Premier tour | Second tour | Second tour |  |
| Candidat       | Candidat                              | Parti               | Voix         | %            | Voix        | %           |  |
| -------------- | ------------------------------------- | ------------------- | ------------ | ------------ | ----------- | ----------- |  |
|                | Jean-Sébastien Vialatte sortant réélu | UMP                 | 19 236       | 34,37        | 23 705      | 41,65       |  |
|                | Ladislas Polski                       | MRC (PS, EÉLV, PRG) | 15 266       | 27,27        | 19 976      | 35,10       |  |
|                | Frédéric Boccaletti                   | FN                  | 13 008       | 23,24        | 13 234      | 23,25       |  |
|                | Arthur Paecht                         | Divers droite       | 2 695        | 4,81         |             |             |  |
|                | Christine Sampéré                     | FG (PCF)            | 2 541        | 4,54         |             |             |  |
|                | Damien Guttierez                      | AC                  | 630          | 1,13         |             |             |  |
|                | Michel Cantinol                       | LT-LNÉ              | 627          | 1,12         |             |             |  |
|                | Danièle Azout                         | AÉI                 | 462          | 0,83         |             |             |  |
|                | Bernard Raybaud                       | DLR                 | 367          | 0,66         |             |             |  |
|                | Michel de Maynard                     | Extrême droite      | 361          | 0,64         |             |             |  |
|                | Françoise Guardia                     | PDF                 | 254          | 0,45         |             |             |  |
|                | Henri Pascal                          | NPA                 | 221          | 0,39         |             |             |  |
|                | Sixtine Derville                      | PCD                 | 174          | 0,31         |             |             |  |
|                | Marie-Renée Balty                     | LO                  | 130          | 0,23         |             |             |  |
|                | Marion Kaplan                         | Divers écologiste   | 0            | 0,00         |             |             |  |
|                |                                       |                     |              |              |             |             |  |
| Inscrits       | Inscrits                              | Inscrits            | 101 228      | 100,00       | 101 226     | 100,00      |  |
| Abstentions    | Abstentions                           | Abstentions         | 44 576       | 44,04        | 43 511      | 42,98       |  |
| Votants        | Votants                               | Votants             | 56 652       | 55,96        | 57 715      | 57,02       |  |
| Blancs et nuls | Blancs et nuls                        | Blancs et nuls      | 680          | 1,2          | 800         | 1,39        |  |
| Exprimés       | Exprimés                              | Exprimés            | 55 972       | 98,8         | 56 915      | 98,61       |  |

### Élections de 2017
|                                                                     |                                                                                                  |                           |                           |                          |                          |
|                                                                     |                                                                                                  | Premier tour 11 juin 2017 | Premier tour 11 juin 2017 | Second tour 18 juin 2017 | Second tour 18 juin 2017 |
|                                                                     |                                                                                                  |                           |                           |                          |                          |
|                                                                     |                                                                                                  | Nombre                    | % des inscrits            | Nombre                   | % des inscrits           |
| Inscrits                                                            | Inscrits                                                                                         | 103 509                   | 100,00                    | 103 503                  | 100,00                   |
| Abstentions                                                         | Abstentions                                                                                      | 57 205                    | 55,27                     | 63 240                   | 61,10                    |
| Votants                                                             | Votants                                                                                          | 46 304                    | 44,73                     | 40 263                   | 38,90                    |
|                                                                     |                                                                                                  |                           | % des votants             |                          | % des votants            |
| Bulletins blancs                                                    | Bulletins blancs                                                                                 | 674                       | 1,46                      | 2 701                    | 6,71                     |
| Bulletins nuls                                                      | Bulletins nuls                                                                                   | 214                       | 0,46                      | 757                      | 1,88                     |
| Suffrages exprimés                                                  | Suffrages exprimés                                                                               | 45 416                    | 98,08                     | 36 805                   | 91,41                    |
|                                                                     |                                                                                                  |                           |                           |                          |                          |
| Candidat Étiquette politique (partis et alliances)                  | Candidat Étiquette politique (partis et alliances)                                               | Voix                      | % des exprimés            | Voix                     | % des exprimés           |
|                                                                     |                                                                                                  |                           |                           |                          |                          |
|                                                                     | Émilie Guerel La République en marche                                                            | 14 330                    | 31,55                     | 20 967                   | 56,97                    |
|                                                                     | Frédéric Boccaletti Front national                                                               | 10 838                    | 23,86                     | 15 838                   | 43,03                    |
|                                                                     | Jean-Sébastien Vialatte (député sortant) Les Républicains (Union des démocrates et indépendants) | 8 658                     | 19,06                     |                          |                          |
|                                                                     | Laurent Richard La France insoumise                                                              | 4 665                     | 10,27                     |                          |                          |
|                                                                     | Jean-Pierre Colin Divers droite                                                                  | 1 669                     | 3,67                      |                          |                          |
|                                                                     | Denise Reverdito-Ortigue Europe Écologie Les Verts                                               | 1 358                     | 2,99                      |                          |                          |
|                                                                     | Janine Lecler Parti communiste français                                                          | 910                       | 2,00                      |                          |                          |
|                                                                     | Reine Peugeot Debout la France                                                                   | 845                       | 1,86                      |                          |                          |
|                                                                     | Lucienne Daudé Divers droite (Confédération pour l'homme, l'animal et la planète)                | 721                       | 1,59                      |                          |                          |
|                                                                     | Thomas Rostaing Divers (Parti du vote blanc)                                                     | 288                       | 0,63                      |                          |                          |
|                                                                     | Nadine Rouzic Écologiste (Alliance écologiste indépendante)                                      | 247                       | 0,54                      |                          |                          |
|                                                                     | Jeanne-Marie Carrère Divers (Union populaire républicaine)                                       | 215                       | 0,47                      |                          |                          |
|                                                                     | Marie-Renée Balty Lutte ouvrière                                                                 | 206                       | 0,45                      |                          |                          |
|                                                                     | Elie Hatem Extrême droite (Civitas)                                                              | 169                       | 0,37                      |                          |                          |
|                                                                     | Michèle Thouverez-Brochot Divers gauche (Nouvelle Donne)                                         | 131                       | 0,29                      |                          |                          |
|                                                                     | Khalid El Garti Divers droite (Nous Citoyens)                                                    | 86                        | 0,19                      |                          |                          |
|                                                                     | Jean-René Tozza Écologiste                                                                       | 56                        | 0,12                      |                          |                          |
|                                                                     | Gilles Zobiri Divers                                                                             | 24                        | 0,05                      |                          |                          |
| Source : Ministère de l'Intérieur - Septième circonscription du Var |                                                                                                  |                           |                           |                          |                          |

### Élections de 2022
| Résultats des élections législatives des 12 et 19 juin 2022 de la 7e circonscription du Var |                          |                          |              |              |             |             |
| Candidat                                                                                    | Candidat                 | Parti et coalition       | Premier tour | Premier tour | Second tour | Second tour |
| Candidat                                                                                    | Candidat                 | Parti et coalition       | Voix         | %            | Voix        | %           |
|                                                                                             | Frédéric Bocaletti       | RN                       | 13 185       | 28,70        | 22 311      | 52,05       |
|                                                                                             | Cécile Muschotti         | LREM - EC (ENS)          | 12 226       | 26,62        | 20 557      | 47,95       |
|                                                                                             | Basma Bouchkara          | GE (NUPES)               | 6 830        | 14,87        |             |             |
|                                                                                             | Romain Vincent           | LR (UDC)                 | 5 145        | 11,20        |             |             |
|                                                                                             | Charles Iannessi         | REC                      | 4 371        | 9,52         |             |             |
|                                                                                             | Bouchra Reano            | PS diss.                 | 972          | 2,12         |             |             |
|                                                                                             | Laurile Koscielski       | EAC                      | 818          | 1,78         |             |             |
|                                                                                             | Régine Clanet            | LP (UPF)                 | 678          | 1,48         |             |             |
|                                                                                             | Marie-Eve Perru          | MEI (TUPV)               | 675          | 1,47         |             |             |
|                                                                                             | Louis Monnier            | PA                       | 612          | 1,33         |             |             |
|                                                                                             | Ricardo Candido Da Silva | LO                       | 258          | 0,56         |             |             |
|                                                                                             | Magali Bermudez          | DIV                      | 166          | 0,36         |             |             |
| Votes valides                                                                               | Votes valides            | Votes valides            | 45 936       | 98,36        | 42 868      | 93,79       |
| Votes blancs                                                                                | Votes blancs             | Votes blancs             | 570          | 1,22         | 2 194       | 4,80        |
| Votes nuls                                                                                  | Votes nuls               | Votes nuls               | 197          | 0,42         | 644         | 1,41        |
| Total                                                                                       | Total                    | Total                    | 46 703       | 100          | 45 706      | 100         |
| Abstention                                                                                  | Abstention               | Abstention               | 58 479       | 55,60        | 59 483      | 56,55       |
| Inscrits / participation                                                                    | Inscrits / participation | Inscrits / participation | 105 182      | 44,40        | 105 189     | 43,45       |

### Élections de 2024
| Candidat                 | Candidat                     | Parti et coalition       | Nuances                  | Premier tour | Premier tour | Second tour | Second tour |
| Candidat                 | Candidat                     | Parti et coalition       | Nuances                  | Voix         | %            | Voix        | %           |
| ------------------------ | ---------------------------- | ------------------------ | ------------------------ | ------------ | ------------ | ----------- | ----------- |
|                          | Frédéric Boccaletti          | RN                       | RN                       | 32 748       | 48,30        | 36 043      | 55,81       |
|                          | Cécile Muschotti             | RE (ENS)                 | ENS                      | 12 567       | 18,53        | 28 544      | 44,19       |
|                          | Claudie Cartereau            | LÉ (NFP)                 | UG                       | 12 166       | 17,94        |             |             |
|                          | Sandra Kuntz                 | LR                       | LR                       | 5 129        | 7,56         |             |             |
|                          | Sébastien Gioia              | LC                       | DVC                      | 1 870        | 2,76         |             |             |
|                          | Laurile Koscielski           | ÉAC                      | ECO                      | 1 169        | 1,72         |             |             |
|                          | Mathieu Reho                 | REC                      | REC                      | 887          | 1,31         |             |             |
|                          | Marie-Ève Perru              | MÉI                      | ECO                      | 819          | 1,21         |             |             |
|                          | Patrice Ciuti                | LO                       | EXG                      | 381          | 0,56         |             |             |
|                          | Christèle Gueniot-Desmazures | DLF                      | DSV                      | 71           | 0,10         |             |             |
|                          |                              |                          |                          |              |              |             |             |
| Votes valides            | Votes valides                | Votes valides            | Votes valides            | 67 807       | 98,14        | 64 587      | 62,24       |
| Votes blancs             | Votes blancs                 | Votes blancs             | Votes blancs             | 921          | 1,33         | 2 389       | 2,30        |
| Votes nuls               | Votes nuls                   | Votes nuls               | Votes nuls               | 364          | 0,53         | 694         | 0,67        |
| Total                    | Total                        | Total                    | Total                    | 69 092       | 100          | 67 670      | 100         |
| Abstention               | Abstention                   | Abstention               | Abstention               | 34 674       | 33,42        | 36 101      | 34,79       |
| Inscrits / participation | Inscrits / participation     | Inscrits / participation | Inscrits / participation | 103 766      | 66,58        | 103 771     | 65,21       |

#### Département du Var
- La fiche de l'INSEE de cette circonscription : « Tableaux et Analyses de la septième circonscription du Var », sur insee.fr, site de l'Institut national de la statistique et des études économiques (consulté le 10 juin 2007) [PDF]

- « Tous les députés du département du Var depuis 1789 » [archive du 30 septembre 2007], sur assemblee-nationale.fr, site de l'Assemblée nationale française (consulté le 10 juin 2007)

- « Informations contentieuses sur le département du Var (Élections législatives de 2002) »(Archive.org • Wikiwix • Archive.is • Google • Que faire ?), sur conseil-constitutionnel.fr, site du Conseil constitutionnel (consulté le 13 juin 2007)

#### Circonscriptions en France
- « Carte des circonscriptions législatives en France », sur assemblee-nationale.fr, site de l'Assemblée nationale française (consulté le 10 juin 2007)

- « Résultats électoraux officiels en France »(Archive.org • Wikiwix • Archive.is • Google • Que faire ?), sur interieur.gouv.fr, site du ministère de l'Intérieur (France) (consulté le 13 juin 2007)